# Psilochaeta chalybea
Psilochaeta chalybea är en tvåvingeart som först beskrevs av Christian Rudolph Wilhelm Wiedemann 1830.  Psilochaeta chalybea ingår i släktet Psilochaeta och familjen husflugor. Inga underarter finns listade i Catalogue of Life.